# Sterling (samopal)
Sterling je standardní samopal britské armády od konce druhé světové války. Poslední vyráběná varianta nese označení L2 A3. Tvořil výzbroj specialistů, radistů, velitelů družstev, osádek bojových vozidel a řidičů. U pěších bojových jednotek byl plně nahrazen útočnou puškou typu L85 v roce 1994, ve výzbroji osádek vozidel a vrtulníků byl až v roce 2003 nahrazen její zkrácenou verzí, karabinou L22.
Samopal Sterling dosud patří k nejrozšířenějším na světě. Díky jednoduché konstrukci a přitom vysoké kvalitě materiálu i zpracování vyniká velkou provozní spolehlivostí i v nepříznivých podmínkách. Byl přijat do výzbroje armád a policejních sil více než 60 států světa. Má neobvykle vysoký počet třískově obráběných součástí. I když je konstrukčně dost podobný samopalu Sten a působí stejně laciným dojmem, vysoce jej převyšuje svou kvalitou i cenou.

## Vývoj
V průběhu druhé světové války pracoval konstruktér G. W. Patchett ve zbrojovce Sterling Armament na vývoji nového typu samopalu, který by měl nahradit dosud používaný Sten. Výsledkem byl samopal Patchett, který se v omezeném počtu dostal do výzbroje na samém konci druhé světové války (pouze kolem 100 ks do konce války).

## Konstrukce

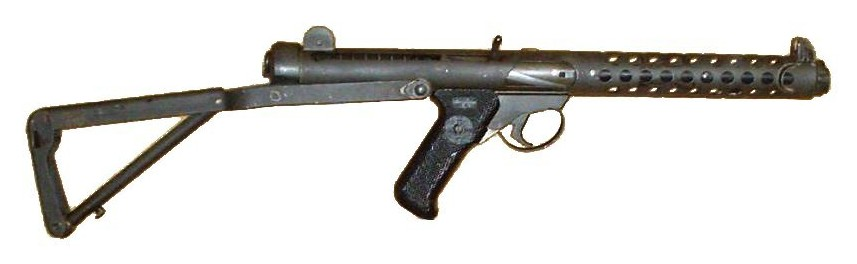
Boční pohled zobrazující vyhazovač a napínací páku

Samopal je konstrukčně jednoduchý, ale mimořádně kvalitní. Základ tvoří trubka, jejíž jedna polovina tvoří pouzdro závěru a druhá perforovaný plášť hlavně. Má pistolovou rukojeť, sklopnou ramenní opěrku a odnímatelný bodák. Z levé strany se nasazuje zásobník na 10, 15 a nejčastěji na 34 nábojů.
Zbraň pracuje na principu zpětného rázu s neuzamčeným dynamickým závěrem. Závěr nepřebíhá přes zadní část hlavně (jako u samopalů 23 nebo Uzi), ale jeho čelo dosedá zezadu na hlaveň. Základem zbraně je trubka, v přední polovině perforovaná chladicími otvory, tvořící pouzdro závěru i hlavně. Vpředu je uzavřena vložkou, o kterou se opírá hlaveň. Na levé straně pouzdra je zásobníková šachta s tlačítkem záchytu zásobníku, na pravé straně velké výhozní okénko. Pravá horní strana pouzdra je proříznuta podélnou drážkou pro táhlo závěru. Závěr je tvořen masivním ocelovým válcem, v jehož dutině je úderník se zápalníkem. Za závěrem je umístěna vratná pružina s vodítkem, do kterého zepředu zasahuje pružina úderníku. Na povrchu závěru jsou vytvořeny šroubové drážky sloužící ke stírání zbytků hoření prachu a nečistot z dutiny pouzdra.
Hranolová muška s chránítky je umístěna na předním konci pouzdra a je stranově stavitelná. Na zadní straně pouzdra se nalézá překlápěcí dioptrické hledí se dvěma průzory pro střelbu na vzdálenost 100 a 200 metrů.
V polovině délky pouzdra je upevněna šikmá pistolová rukojeť z plastu a demontovatelné spušťadlo s velkým lučíkem.
Zbraň se zajišťuje pojistkou umístěnou na levé straně rukojeti.
Segmentový schránkový dvouřadý zásobník z plechu se nasazuje z levé strany horizontálně. Pojme celkem 34 nábojů (existují i zásobníky pro 10 a 15 nábojů).

## Varianty

### Sterling L2 A3

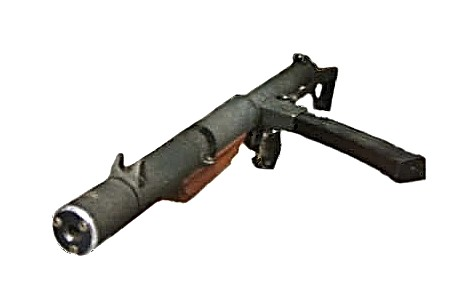
Varianta L34A1 s tlumičem

Po válce probíhal další vývoj a zdokonalování a nakonec byl v roce 1954 přijat do výzbroje britské armády pod označením Sub Machine Gun L2 A3. V armádě byl znám jako samopal Sterling. Předchozí verze L2 A1 a L2 A2 byly vyrobeny v omezených počtech kusů v rozmezí let 1951 až 1953.
Samopal byl vyráběn firmou Sterling Armament v Anglii, licenční výroba probíhala v Kanadě (C-1) a v Indii.

### Sterling L34 A1
V šedesátých letech byla na základě tohoto samopalu rovněž vyvinuta bezhlučná verze pro speciální jednotky pod označením L34 A1. Perforovaná hlaveň má 72 otvorů odvádějící část prachových plynů do trubkového rozptylovače, který je uzavřen v dalším kovovém plášti. Třesk výstřelu je neslyšný na 50 metrů. Počáteční rychlost střely je snížena na 290 až 310 m/s, účinný dostřel se uvádí do 150 m. Zbraň střílí jednotlivými ranami i dávkou a používá zásobník na 34 nábojů. Tato verze byla ve výzbroji britské armády, námořní pěchoty a policie, používají ji rovněž armády Commonwealthu a řada dalších zemí.

### Sterling Mk.7

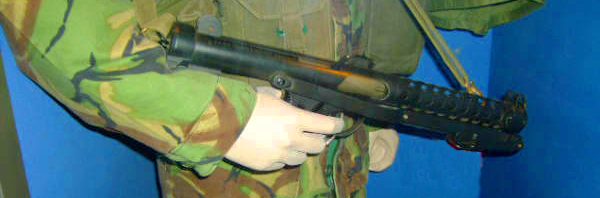
Samopal Sterling v Imperial War Museum

Je kompaktní zkrácená varianta samopalu. Existuje několik verzí:
- Verze Sterling Mk.7 C3 a C8 střílejí z uzavřeného závěru jen jednotlivými ranami. Liší se délkou hlavní a celkovou délkou (89/355 mm u C3 a 198/470 mm u C8).

Sterling Mk.7 C8 má odnímatelnou plastovou pažbu a druhou pistolovou rukojeť pod muškou. Hlaveň není chráněna děrovaným pláštěm. Odlišné je i uspořádání závěrového a bicího mechanizmu. Zbraň má celkovou délku s pažbou 720 mm, délku hlavně 198 mm, prázdná váží 4,30 kg. Používá klasické zásobníky na 15 a 34 nábojů a také zdvojené zásobníky (dva zásobníky po 34 nábojích svařené k sobě, po naplnění váží jeden takový zásobník 1,45 kg).
- Verze Sterling Mk.7 A3, A4 a A8 s různými délkami hlavní střílejí z otevřeného závěru dávkou. Používají klasické zásobníky na 10, 15 nebo 34 nábojů. Verze A4 byla použita jednotkami SAS v bojích na Falklandách.

### Kopie Sterlingu
V roce 1970 vyvinula chilská zbrojovka FAMAE plagiát Sterlingu s teleskopickou ramenní opěrkou a bez opláštění hlavně. Zbraň nesla označení PAF (Pistola Ametralladora FAMAE = samopal FAMAE)

### Jiné použití
Sterling Mk.4 se v roce 1977 stal základem pro rekvizitu fiktivního blasteru E-11, použitou při natáčení filmu Star Wars a následně i v dalších dílech této franšízy.

## Uživatelé
- Argentina: Varianta Mk 4 a L34A1 potlačená varianta.
- Angola
- Austrálie: L34A1
- Bahrajn: Varianty Mk 3 a Mk 4
- Bangladéš: Varianta Mk 4.
- Barbados
- Belize: Varianta Mk 4.
- Botswana
- Brazílie: varianta Mk 3,
- Brunej: Varianta Mk 4.
- Kanada: Vyráběno jako C1.
- Kuba: Varianta Mk 3,
- Kypr
- Dominikánská republika
- Egypt: Varianta Mk 3
- Francie: varianta Mk 3
- Gabon
- Gambie
- Západní Německo: varianty Mk 3 a Mk 4,
- Guyana
- Indie: Bylo dodáno 32 536 Mk 4. Sterling byl licencován. Byl prodáván jako sub kulomet Karabina 9 mm 1A1.
- Írán: nahrazen samopalem MP5
- Irák: Varianta Mk 4.
- Jamajka: Používán obrannými silami Jamajky jako osobní obranná zbraň pro pomocné jednotky.
- Keňa
- Kurdistan - Peshmerga
- Kuvajt: Varianta L2A3
- Libanon
- Lesotho
- Libye: varianty Mk 2 a L34 a 1A1 vyráběné v Indii
- Malawi
- Malajsie: koupeno nejméně 18 500 Mk 4
- Malta
- Maroko
- Myanmar
- Nepál
- Nový Zéland
- Nigérie
- Severní Korea
- Omán
- Papua Nová Guinea
- Filipíny: L34A1 používané společností Naval Special Warfare Group.
- Portugalsko
- Katar
- Rhodesia
- Sierra Leone
- Singapur: Varianta Mk 3 objednaná na zkoušky. Varianta Mk 4 používaná polovojenskými jednotkami singapurských policejních sil - kontingent Gurkha, policejní pobřežní stráž a velitelství zvláštních operací policie; nahrazen Heckler & Koch MP5 od roku 1999.
- Šalomounovy ostrovy
- Somálsko
- Jižní Afrika: Varianta Mk 3
- Španělsko: Zvláštní skupina španělského námořnictva UOE.
- Srí Lanka
- Súdán
- Svazijsko
- Švédsko: Varianta Mk 3,
- Tanzanie
- Tunisko
- Trinidad a Tobago
- Uganda
- Spojené království: Varianta L2A1 byla britskou armádou přijata v roce 1953. Varianta L34A1 vstoupila do služby v roce 1966.
- Vanuatu
- Zambie
- Zimbabwe